# Gajków
Gajków ist ein Dorf in der polnischen Woiwodschaft Niederschlesien.

## Geschichte
Das Dorf wurde erstmals 1276 urkundlich erwähnt. Ab 1652 wurde der Ort nach der Schutzpatronin der Kirche Margareth genannt; dieser Name blieb bis 1945. Unmittelbar nach dem Zweiten Weltkrieg wurde das Dorf Bobrowice und Kamienie genannt und erhielt 1947 seinen heutigen Namen. Die deutschsprachigen Bewohner wurden weitgehend vertrieben, einige der polnischsprachigen Nachkriegsbewohner von Gajkowo waren polnische Vertriebene aus den östlichen Grenzgebieten und zwar aus der heute ukrainischen Stadt Welykyj Chodatschkiw.

## Sehenswürdigkeiten
Es gibt zwei denkmalgeschützte Gebäude:
- Die katholische Pfarrkirche St. Margaretha ist eine barocke Saalkirche gebaut 1711–13.[1]

- Wohnhaus aus dem letzten Viertel des 19. Jahrhunderts in der ul. Główna 32

Dazu kommt das klassizistische Pfarrhaus aus dem Jahr 1815.

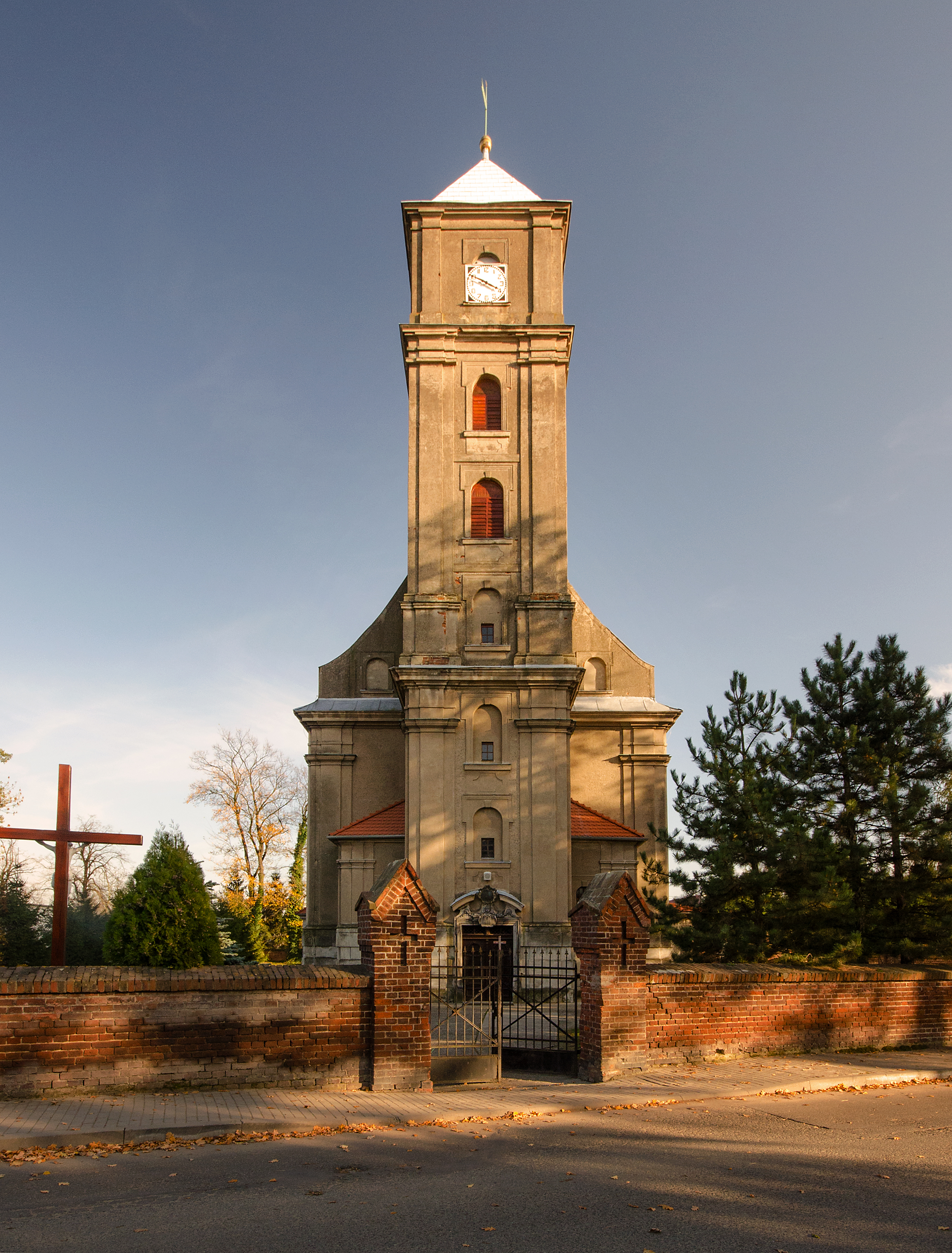
St. Margaretha
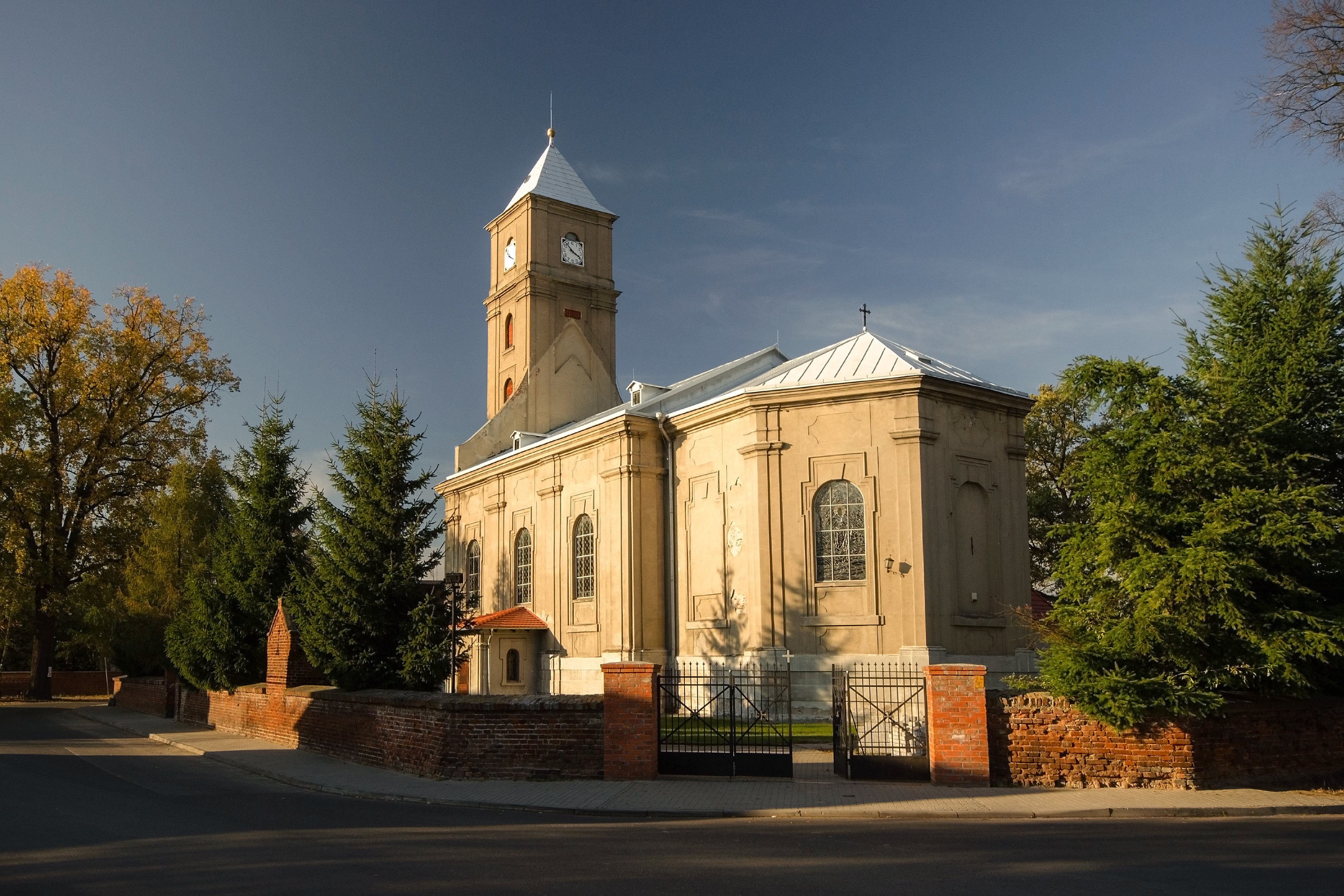
St. Margaretha